# Jovan Stojoski
Jovan Stojoski (Belgrado, 26 novembre 1997) è un velocista serbo che dal 2019 rappresenta la Macedonia del Nord nelle competizioni internazionali.
In carriera ha fatto registrare tre record nazionali assoluti della Macedonia del Nord nei 200 metri piani all'aperto e nei 400 metri piani sia indoor che outdoor.
Nel 2021 ha preso parte ai Giochi olimpici di Tokyo dove non ha superato le batterie di qualificazione dei 400 metri piani.

## Record nazionali
- 200 metri piani: 21"32 ( Sarajevo, 30 giugno 2019)
- 200 metri piani indoor: 21"94 ( Belgrado, 26 dicembre 2020)
- 400 metri piani indoor: 47"57 ( Belgrado, 24 gennaio 2021)

## Progressione

### 100 metri piani
| Stagione | Tempo | Luogo    | Data      | Rank. Mond. |
| -------- | ----- | -------- | --------- | ----------- |
| 2021     | 10"69 | Skopje   | 22-5-2021 |             |
| 2020     | 10"89 | Ocrida   | 6-9-2020  |             |
| 2019     | 10"72 | Skopje   | 10-8-2019 |             |
| 2018     | 11"29 | Belgrado | 12-5-2018 |             |

### 200 metri piani
| Stagione | Tempo | Luogo       | Data      | Rank. Mond. |
| -------- | ----- | ----------- | --------- | ----------- |
| 2021     | 21"35 | Skopje      | 23-5-2021 |             |
| 2020     | 21"50 | Cluj-Napoca | 20-9-2020 |             |
| 2019     | 21"32 | Sarajevo    | 30-6-2019 |             |
| 2017     | 22"29 | Belgrado    | 21-5-2017 |             |
| 2016     | 22"47 | Belgrado    | 22-5-2016 |             |
| 2015     | 23"53 | Belgrado    | 28-6-2015 |             |

### 200 metri piani indoor
| Stagione  | Tempo | Luogo    | Data       | Rank. Mond. |
| --------- | ----- | -------- | ---------- | ----------- |
| 2020/2021 | 21"94 | Belgrado | 26-12-2020 |             |
| 2019/2020 | 21"97 | Belgrado | 21-12-2019 |             |
| 2018/2019 | 22"11 | Belgrado | 19-1-2019  |             |
| 2017/2018 | 22"87 | Belgrado | 4-2-2018   |             |
| 2016/2017 | 22"31 | Belgrado | 5-2-2017   |             |

### 400 metri piani
| Stagione | Tempo | Luogo             | Data      | Rank. Mond. |
| -------- | ----- | ----------------- | --------- | ----------- |
| 2021     | 46"81 | Tokyo             | 1-8-2021  |             |
| 2020     | 47"44 | Ocrida            | 6-9-2020  |             |
| 2019     | 46"92 | Ocrida            | 15-5-2019 |             |
| 2018     | 48"46 | Belgrado          | 9-6-2018  |             |
| 2017     | 49"50 | Belgrado          | 20-5-2017 |             |
| 2016     | 49"35 | Belgrado          | 11-6-2016 |             |
| 2015     | 52"61 | Sremska Mitrovica | 12-9-2015 |             |

### 400 metri piani indoor
| Stagione  | Tempo | Luogo    | Data      | Rank. Mond. |
| --------- | ----- | -------- | --------- | ----------- |
| 2020/2021 | 47"57 | Belgrado | 24-1-2021 |             |
| 2019/2020 | 48"14 | Sofia    | 25-1-2020 |             |
| 2018/2019 | 48"62 | Istanbul | 16-2-2019 |             |
| 2017/2018 | 50"54 | Vienna   | 27-1-2018 |             |
| 2016/2017 | 49"36 | Belgrado | 15-1-2017 |             |
| 2015/2016 | 51"66 | Belgrado | 21-2-2016 |             |

## Palmarès
| Anno                      | Manifestazione                        | Sede          | Evento        | Risultato     | Prestazione   | Note          |
| Per la Serbia             | Per la Serbia                         | Per la Serbia | Per la Serbia | Per la Serbia | Per la Serbia | Per la Serbia |
| ------------------------- | ------------------------------------- | ------------- | ------------- | ------------- | ------------- | ------------- |
| 2016                      | Campionati balcanici U20              | Bolu          | 400 m piani   | 6º            | 49"37         |               |
| 2016                      | Campionati balcanici U20              | Bolu          | 4×400 m       | Bronzo        | 3'15"51       |               |
| Per la Macedonia del Nord |                                       |               |               |               |               |               |
| 2019                      | Campionati balcanici indoor           | Istanbul      | 400 m piani   | 9º            | 48"62         |               |
| 2019                      | Europei U23                           | Gävle         | 200 m piani   | Batteria      | 21"64         |               |
| 2019                      | Europei U23                           | Gävle         | 400 m piani   | 6º            | 47"01         |               |
| 2019                      | Campionati balcanici                  | Pravec        | 200 m piani   | 6º            | 21"54         |               |
| 2019                      | Campionati balcanici                  | Pravec        | 400 m piani   | 4º            | 47"71         |               |
| 2019                      | Mondiali                              | Doha          | 400 m piani   | Batteria      | 47"92         |               |
| 2020                      | Campionati balcanici indoor           | Istanbul      | 400 m piani   | dnf           | dnf           |               |
| 2020                      | Campionati balcanici                  | Cluj-Napoca   | 200 m piani   | 7º            | 21"50         |               |
| 2020                      | Campionati balcanici                  | Cluj-Napoca   | 400 m piani   | 6º            | 47"51         |               |
| 2021                      | Europei indoor                        | Toruń         | 400 m piani   | Batteria      | 48"60         |               |
| 2021                      | Campionati dei piccoli stati d'Europa | Serravalle    | 100 m piani   | Bronzo        | 10"76         |               |
| 2021                      | Campionati dei piccoli stati d'Europa | Serravalle    | 400 m piani   | Bronzo        | 47"44         |               |
| 2021                      | Campionati balcanici                  | Smederevo     | 200 m piani   | 11º           | 21"55         |               |
| 2021                      | Campionati balcanici                  | Smederevo     | 400 m piani   | 5º            | 47"66         |               |
| 2021                      | Giochi olimpici                       | Tokyo         | 400 m piani   | Batteria      | 46"81         |               |
| 2022                      | Mondiali indoor                       | Belgrado      | 400 m piani   | Batteria      | 47"80         |               |
| 2022                      | Giochi del Mediterraneo               | Orano         | 400 m piani   | Batteria      | 47"07         |               |

## Campionati nazionali
- 1 volta campione macedone assoluto dei 100 metri piani (2020)
- 1 volta campione macedone assoluto dei 400 metri piani (2020)
- 1 volta campione serbo assoluto dei 200 metri piani indoor (2018)
- 1 volta campione serbo assoluto dei 400 metri piani indoor (2016)

2016
- Oro ai campionati serbi assoluti indoor, 400 m piani - 51"66
- Eliminato in batteria ai campionati serbi assoluti, 200 m piani - 22"71
- 5º ai campionati serbi assoluti, 400 m piani - 49"60

2017
- Argento ai campionati serbi assoluti indoor, 200 m piani - 22"31
- Argento ai campionati serbi assoluti indoor, 400 m piani - 49"45
- 5º ai campionati serbi assoluti indoor, 200 m piani - 22"15
- 6º ai campionati serbi assoluti indoor, 400 m piani - 49"83

2018
- Oro ai campionati serbi assoluti indoor, 200 m piani - 22"87
- Bronzo ai campionati serbi assoluti, 200 m piani - 22"09
- 4º ai campionati serbi assoluti, 400 m piani - 49"55

2020
- Oro ai campionati macedoni assoluti, 100 m piani - 10"89
- Oro ai campionati macedoni assoluti, 400 m piani - 47"44

## Altre competizioni internazionali
2019
- Oro in Third League ai campionati europei a squadre, 100 m piani - 10"72
- Oro in Third League ai campionati europei a squadre, 200 m piani - 21"35
- Bronzo in Third League ai campionati europei a squadre, 400 m piani - 46"94
- 5º in Third League ai campionati europei a squadre, staffetta 4×100 m - 43"12
- Squalificati in Third League ai campionati europei a squadre, staffetta 4×400 m

2021
- 4º in Third League ai campionati europei a squadre, 100 m piani - 10"75
- Bronzo in Third League ai campionati europei a squadre, 200 m piani - 21"41
- Argento in Third League ai campionati europei a squadre, 400 m piani - 46"94
- 5º in Third League ai campionati europei a squadre, staffetta 4×100 m - 53"53
- 4º in Third League ai campionati europei a squadre, staffetta 4×400 m - 3'34"22